# الملعب الجمهوري (كيشيناو)
الملعب الجمهوري (بالإنجليزية: Stadionul Republican)‏ هو ملعب لكرة القدم يقع في مدينة كيشيناو في مولدوفا، بُني في عام 1952، ثم هُدم الملعب في عام 2007. وتبلغ السعة الأجمالية للمتفرجين حوالي 8,084 ألف متفرج.